# Jan (syn Jana V zatorskiego)
Jan (Janusz) (ur. ok. 1500 - zm. między 1518 a 14 sierpnia 1521) – nieślubny syn ostatniego księcia zatorskiego Jana V i nieznanej kobiety. 
Nie miał więc prawa do spadku po ojcu, choć ostatecznie otrzymał z poręki króla polskiego majątek ruchomy Piastów zatorskich. W źródłach pisanych pojawia się dopiero w 1511. Dwa lata po tragicznej śmierci ojca  Jan, najprawdopodobniej jeszcze wtedy małoletni, znalazł się na dworze Zygmunta Starego w Krakowie, gdzie jego wychowaniem zajął się starosta oświęcimski i kasztelan wojnicki, Andrzej Kościelecki. 18 czerwca 1518 Jan poświadczony jest jako gość na ślubie Bony Sforzy z królem polskim. Jako żyjący Jan występuje też jeszcze w roku następnym. Zmarł pomiędzy 1519 a 1521 i został zapewne pochowany w Krakowie. Najprawdopodobniej nigdy się nie ożenił i nie miał potomstwa.